# Vrboska
Vrboska je naselje na otoku Hvaru, u općini Jelsa.

## Zemljopisni položaj
Naselje se nalazi na sjevernoj obali otoka Hvara, u dnu dubokog zaljeva na sjeveroistočnoj strani Starogradskog polja.

## Ime
Vrboska, (lok. Varboska) Ime je dobila po mjestu Vrbanju, budući je Vrboska nastala kao luka Vrbanja. Druga teorija je da je ime došlo od latinskog verboscam = šumovita uvala. Postoje[koje?] još mnoge teorije o imenu, ali niti jedna nije pouzdana. Pouzdana je teorija da se na lokalnom dijalektu Vrboska zvala Varbonska (odnosno vala Varbanja jer se i Vrbanj na lokalnom narječju zove Varbonj). Tijekom godina ono "n" se je "zahvaljujući" nekom prepisivaču izgubilo.[nedostaje izvor]

## Povijest
Kraj naseljen u starom vijeku. Od Vrboske do Starog Grada proteže se starogrčka izmjera zemljišta.
Današnje naselje nastaje u srednjem vijeku, najkasnije u 15. stoljeću. Najstarija građevina u mjestu je crkvica Svetog Petra koja je izgrađena prije 14. stoljeća na razmeđi povjesnih područja Pitava i Vrbanja. U neposrednoj blizini, na hvarskom ageru nalaze se ostatci antičke ville rustice.
Matija Ivanić, vođa pučkog ustanka na Hvaru bio je iz Vrbanja, a u Vrboskoj je imao kuću. Tijekom borbi 1512. mjesto je stradalo od mletačkih trupa pod vodstvom providura Sebastijana Justiniana poraženih u bitci kod Jelse. Crkva sv. Lovre bila je spaljena. Tijekom XVII. stoljeća bila je rekonstruirana u baroknom stilu. 
Godine 1571. Turci pod vodstvom bega Uluč-Alije spaljuju Vrbosku. 
Nakon toga Mletačka Republika projektira a Vrbovljani financiraju fortifikaciju crkve svete Marije, poznate kao crkva-tvrđava, završenu 1575.
11. travnja 1614. zbilo se u Vrboskoj čudo kad je proplakao sv. Križ, koje se od tad obilježava kao zavjetni blagdan Maraški petak.
Mjesto se razvija kao ribarsko-težačka zajednica, a brojne i bogato ukrašene sakralne građevine ukazuju da je bilo vrlo prosperitetno. U 20. stoljeću, Vrboska je imala tvornicu sardina, brodogradilište za drvene brodove, redovnu brodsku vezu s Splitom i Bračem, hotel i nekoliko ribarskih družina. U mjestu je djelovao dom kulture, knjižnica i ambulanta i škola. Neefikasno upravljanje nakon privatizacije 1990-ih dovodi do zatvaranja tvornica. Posljedično gubi se vitalnost stanovništva, a svi se ostali sadržaji osim pošte gase ili prenose u druga veća mjesta.

## Reljef
Povijesna jezgra mjesta - Pjaca - nalazi se na strmoj uzvisini s južne strane oko četiri kilometra dubokog zaljeva, omeđenog Rtom Glavica i ulazom u Jelšanski zaljev. Smjestila se oko crkve svete Marije (crkva-tvrđava) do iza crkve svetog Lovre (zaštitnika mjesta) i. Zapadno od jezgre, uz bočati potočić premošten s tri mostića, nalazi se vrlo slikoviti stari dio - Podva. Na sjevernoj obali izgrađeno je naselje vikendicâ. Izgled mjesta vrlo je slikovit i osebujan, a njime dominira monumentalna građevina crkve svete Marije. Mjesto je sa sjevera i istoka okruženo gustom borovom šumom, a s juga i zapada Starogrojskim poljem.

## Gospodarstvo
Vrboska danas dominantno živi od turizma i trgovine, te od prihoda koje stanovnici ostvaruju u drugim mjestima otoka Hvara. Najvažniji gospodarski objekt je ACI marina Vrboska. Od autohtonog gospodarstva očuvala se jedna ribarska družina i nešto tradicionalne poljoprivrede.

## Stanovništvo
| broj stanovnika | 703   | 829   | 924   | 1009  | 1119  | 966   | 968   | 708   | 603   | 637   | 611   | 555   | 476   | 523   | 526   | 548   | 542   |
|                 | 1857. | 1869. | 1880. | 1890. | 1900. | 1910. | 1921. | 1931. | 1948. | 1953. | 1961. | 1971. | 1981. | 1991. | 2001. | 2011. | 2021. |

## Kultura
U mjestu se nalaze dvije velike i dvije male crkvice. Povijesno je značajna romanička crkvica Svetog Petra (po predaji iz 12. st). Renesansna crkva-tvrđava iz 16. stoljeća i barokna crkva Sv. Lovre najznačajniji su sakralni objekti. U crkvi Sv. Lovre nalazi se veliki broj značajnih umjetničkih djela, posebno slikara iz tzv. Venecijanske škole. Poliptih na glavnom oltaru tradicija povezuje s Tizianom, a suvremena kritika je sklonija Paolu Veroneseu. U mjestu se nalazi zbirka Ribarskog muzeja.
Svetac zaštitnik Vrboske je sveti Lovrinac.

## Znamenitosti
- Crkva-tvrđava sv. Marije, renesansna crkva-tvrđava iz 16. stoljeća
- Crkva sv. Lovrinca, s kraja 15. stoljeća
- Crkva sv. Petra, po predaji iz 12. st, prvi put ju spominje Hvarski statut iz 1331. godine
- Crkva sv. Roka
- Kuća Matija Ivanića, prema predaji je pripadala Matiji Ivaniću
- Kuća Petrić
- Kaštilac, kula-stražarnica iz 16. stoljeća.
- Ribarski muzej
- Povijesna jezgra

## Poznate osobe
- Rajmund Kupareo, svećenik, dominikanac, čile. sveuč. prof., hrv. književnik i skladatelj
- Dinko Matković, hrv. aforist, rječničar i esperantist
- Andro Gabelić, hrv. vojni povjesničar i publicist

## Turizam
Vrboska je poznati turistički centar. Smještajni kapaciteti uključuju hotele, obiteljske pansione, apartmane i nudistički kamp, a ponuda uključuje restorane i barove, športsko-rekreacijske kapacitete (ronjenje i drugo) te kulturno-zabavna događanja. Također, za vrijeme turističke sezone, svakodnevno se organiziraju izleti u Bol na Braču, Makarsku te po otoku Hvaru. U mjestu je i ACI Marina. 
Od plaža, najpopularnija je Soline na poluotoku Glavice, gdje se nalazi više uvala sa šljunčanim plažama s južne strane, te ravne kamene ploče sa sjeverne strane. Sa sjeverne strane, koja gleda prema Braču, nalazi se nudistički kamp, te uvale Maslinica, Rapa (s malom špiljom po kojoj je dobila ime!) i Palinica. Obližnji otočić Zečevo također je popularno kupalište.

## Vanjske poveznice
- Vrboska.info
- Vrboska, island-hvar.info
- Kasnoantički brodolom iz uvale Duboka nedaleko Vrboske